# Kammerentscheidungen des Bundesverfassungsgerichts
Die Kammerentscheidungen des Bundesverfassungsgerichts (BVerfGK) waren eine zwischen 2004 und 2014 vom Verein der Richter des Bundesverfassungsgerichts herausgegebene Sammlung ausgewählter Entscheidungen der einzelnen Kammern des deutschen Bundesverfassungsgerichts. Sie diente als Ergänzung zu der seit 1952 aufgelegten Sammlung Entscheidungen des Bundesverfassungsgerichts (BVerfGE), in der die Senatsentscheidungen enthalten sind.
In den Kammerentscheidungen konkretisieren die insgesamt sechs Kammern die von den beiden Senaten erarbeiteten verfassungsrechtlichen Maßstäbe in weiteren Einzelfällen. Für die Veröffentlichung ausgewählt wurden Kammerentscheidungen mit weiterführenden, über den Einzelfall hinaus bedeutsamen verfassungsrechtlichen Aussagen.
Die Sammlung BVerfGK wurde mit Erscheinen des 20. Bandes im Jahr 2014 eingestellt. Sie erschien (ebenso wie eine CD-ROM mit Volltext und zahlreichen Recherchemöglichkeiten) im C.F. Müller Verlag, Heidelberg.